# Ulrike Dotzer
Ulrike Dotzer (* 1961 in Kiel) ist eine deutsche Journalistin und Schriftstellerin. Als Abteilungsleiterin im Norddeutschen Rundfunk war sie verantwortlich für Dokumentationen und Doku-Dramen, die der Sender gemeinsam mit Arte produzierte. Zuletzt erschien von ihr der Roman Goldener Boden, ein Familienepos über drei Generationen.

## Ausbildung und Karriere
Ulrike Dotzer entstammt einer pommerschen Familie, deren Geschichte von der NS-Zeit und deren Nachwirkungen bis in die heutige Generation geprägt ist; diese Familienerfahrungen, einschließlich der Verbindungen ihrer Großväter zur NSDAP und der Zwangsarbeit in Pommern, flossen später maßgeblich in ihren Roman Goldener Boden ein.
Nach einem Aufenthalt in Montreal studierte Dotzer Osteuropäische Geschichte, Mittlere und Neuere Geschichte sowie Philosophie und Politologie in Kiel und Göttingen. Sie volontierte bei den Kieler Nachrichten und war bis 1997 Reporterin und Redakteurin in der Politikredaktion des Hamburger Abendblatts. Die Zeit unmittelbar nach der Wende erlebte sie in Leipzig und Schwerin in den Redaktionen des Leipziger Tageblatts und der Norddeutschen Zeitung. Von dort berichtete sie 1990 und 1991 auch für den Axel-Springer-Verlag über den Wandel in Sachsen und Mecklenburg-Vorpommern.
Nach ihrem Wechsel zum Norddeutschen Rundfunk 1997 war sie zunächst Referentin des Intendanten Jobst Plog und leitete dann die Abteilung Arte des NDR in Hamburg. Für den europäischen Kulturkanal verantwortete sie Dokumentationen und Doku-Dramen mit internationalen und historischen Themen, von denen viele ausgezeichnet wurden. Unter anderem beauftragte und begleitete sie als Redakteurin:
- Die Nacht der großen Flut (Regie: Raymond Ley, Produktion: Cinecentrum) – Deutscher Fernsehpreis 2006
- Luise – eine deutsche Muslima (Regie: Beatrix Schwehm, Produktion: trifilm) – Grimme-Preis 2008
- 14 – Tagebücher des Ersten Weltkriegs (Regie: Jan Peter, Drehbuch: Yury Winterberg) – Robert-Geisendörfer-Preis 2014
- Stille Retter. Überleben im besetzten Frankreich (Regie: Christian Frey, Autorin: Susanne Wittek, Produktion: Gebrueder Beetz) – Deutsch-Französischer Journalistenpreis 2017
- Another Day of Life, Animationsfilm über den Angola-Krieg (Regie: Raul de la Fuente, Damian Nenow, Produktion: Wüste Film) – Europäischer Filmpreis 2018
- 1918 - Aufstand der Matrosen (Regie Jens Becker, Produktion: Michael Eckelt)[3][4]
- Afghanistan. Das verwundete Land, 4-teilige Dokumentation (Autoren: Marcel Mettelsiefen, Mayte Carrasco, Lucio Mollica, Produktion: LOOKSfilm) – Grimme-Preis 2021

Zur angestrebten Fusion der beiden Fernsehsender ARTE und 3sat äußerte sie sich gemeinsam mit Sabine Rollberg in einem Gastbeitrag in der WELT kritisch.

## Engagement & Auszeichnungen
1988 erhielt sie den Reportagepreis der Akademie für Publizistik in Hamburg. Ab 2013 war sie Mentorin im Mentoring-Programm des DJV. 2014 wurde sie Mitglied des Kuratoriums und später Mitglied des Vorstands der Deutsch-Französischen Gesellschaft Cluny e.V. in Hamburg, deren Vorsitz sie im April 2024 gemeinsam mit der Literaturwissenschaftlerin Valérie le Vot übernahm.
Durch ihre persönlichen Erfahrungen mit der Geschichte ihrer Familie, insbesondere den Auswirkungen der NS-Zeit in Pommern, engagiert sich Ulrike Dotzer in verschiedenen gesellschaftlichen Gremien, die sich mit der Aufarbeitung der deutschen Geschichte beschäftigen. Ihr Engagement spiegelt sich in ihren literarischen und journalistischen Arbeiten wider, in denen sie oft Themen wie Erinnerungskultur und Familiengeheimnisse behandelt.